# Reggiane Re.2004
El Reggiane Re.2004 fue el proyecto de un caza monomotor de ala baja proyectado por la compañía italiana Reggiane durante principios de los años 1940. Estaba previsto que fuera un avión similar al Reggiane Re.2005 pero con un motor de fabricación italiana, pero el proyecto finalmente no pasó de la fase preliminar, por lo que no llegó a construirse ningún prototipo.

## Diseño y desarrollo

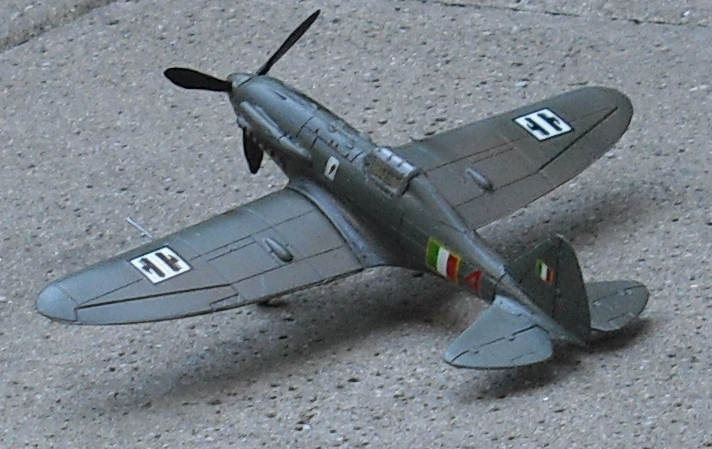
Reproducción a escala de un Reggiane Re.2005, modelo que sirvió de base para el desarrollo del Re.2004.

Debido a que el suministro del motor alemán Daimler-Benz DB 605 que equipaba entre otros a los modelos Macchi C.205, Fiat G.55 y Reggiane Re.2005 era cada vez más limitado, el Ministerio del Aire de Italia inició la idea de desarrollar un avión de caza con las mismas características que el anterior, pero contando con un motor de fabricación italiana.
Los Talleres Mecánicos Reggiane obtuvieron dos contratos para la construcción de dos prototipos y cuatro aviones de pre-serie, denominando al proyecto Reggiane Re.2004. Como propulsión para el mismo se eligió el Isotta Fraschini Zeta RC24/60, un motor en X de 24 cilindros y refrigerado por aire, capaz de entregar, nominalmente, una potencia de 1.250 CV (919 kW). Sin embargo, el motor mostró problemas en su desarrollo, sobre todo en lo relacionado con problemas de sobrecalentamiento, que supusieron retrasos importantes con la entrega del mismo, el cual finalmente no pasó a producción, lo que influyó decisivamente para que el encargado del proyecto Re.2004, el ingeniero italiano Roberto Longhi cancelara el desarrollo del modelo.

## Especificaciones

### Características generales
- Tripulación: 1
- Longitud: 8,35 m
- Envergadura: 11 m
- Altura: 3,15 m
- Superficie alar: 20,40 m²
- Peso máximo al despegue: 3.280 kg
- Planta motriz: 1× motor en X Isotta Fraschini Zeta RC 25/60.
  - Potencia: 1.250 CV 919 kW

### Rendimiento
- Alcance: 1000 km

### Armamento
- Armas de proyectiles: 

  - 2 cañones Breda-SAFAT de 12,7 mm.
  - 3 cañones MG 151 de 20 mm.
- Bombas: 1000 kg

### Desarrollos relacionados
- Reggiane Re.2005

### Aeronaves similares
- Focke Wulf Fw 190
- Heinkel He 112
- Messerschmitt Bf 109G
- Bell P-39 Airacobra
- Curtiss P-40
- North American P-51 Mustang
- Dewoitine D.520
- Fiat G.55 Centauro
- Macchi C.205
- Reggiane Re.2005
- Mitsubishi A6M
- Kawasaki Ki-61
- Hawker Hurricane
- Supermarine Spitfire
- Lavochkin La-7
- Yakovlev Yak-9D

### Secuencias de designación
- Aviones de Reggiane: Re.2000 • Re.2001 • Re.2002 • Re.2003 • Re.2004 • Re.2005 •  Re.2006 • Re.2007